# Juan Martínez de Contreras
Juan Martínez de Contreras   (Riaza, segle XIV - Alcalá de Henares, 16 de setembre de 1434 (Gregorià)) va ser un advocat i religiós castellà que va ser arquebisbe de Toledo des de 1423 fins a la seva mort, el 1434.

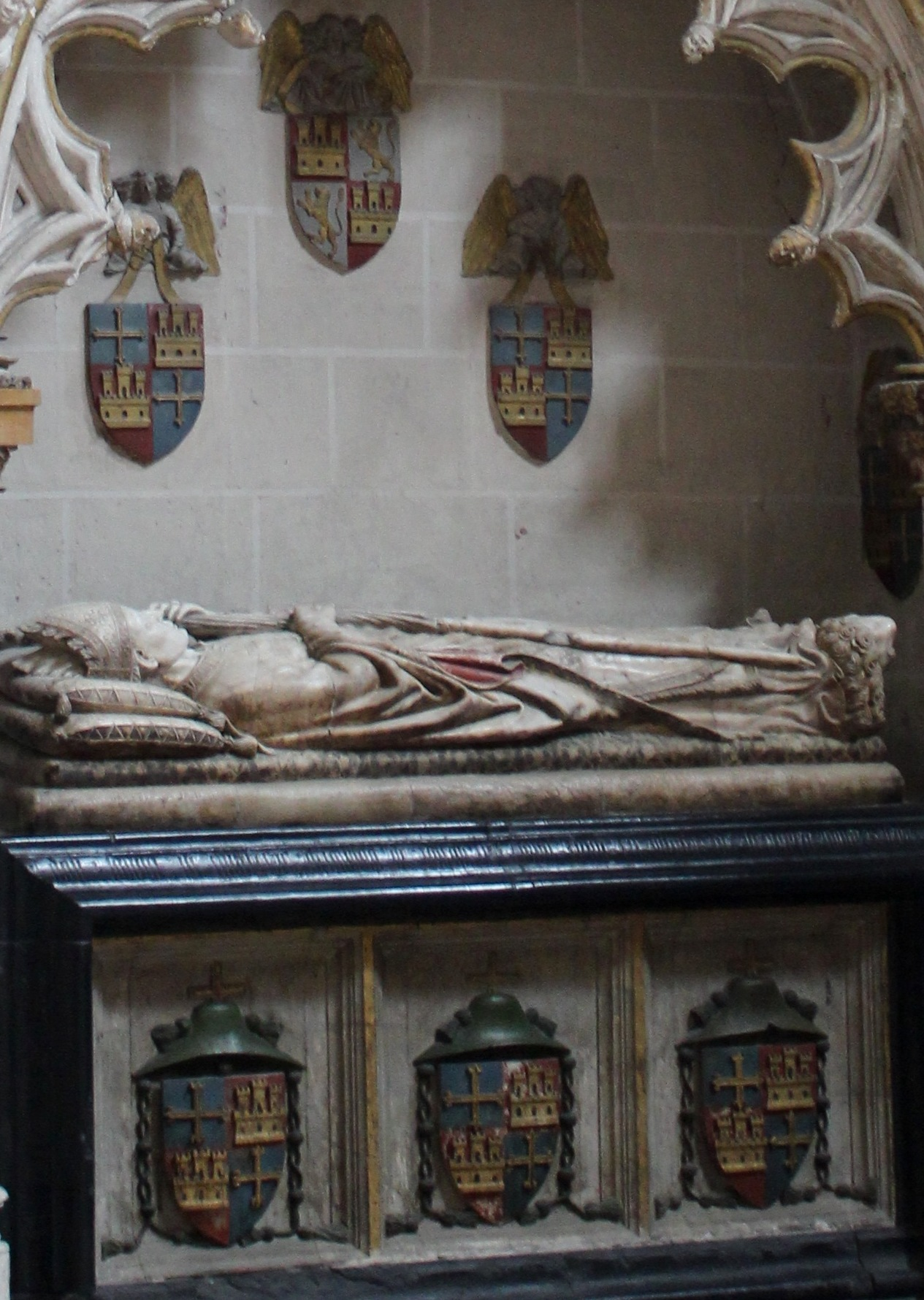
Sepulcre de Juan Martínez de Contreras

Natural de Riaza (Segòvia), s'estima que el seu pare era un hidalgo rural i que per part de mare descendia de la família Suárez de Toledo, senyors d'Ajofrín. Després d'estudiar dret va ser criat de l'arquebisbe Pedro de Luna. El 22 de juny de 1423 va ser confirmat arquebisbe de Toledo pel Papa Martí V, després d'haver estat triat pel capítol de canonges a instància de Joan II. Va estar present al Concili de Siena (1423-24), on va tenir una participació destacada. Entre les seves moltes obres com a arquebisbe es troben les millores al Santuari de Guadalupe i a la torre de la catedral de Toledo.
En morir llegà el seu patrimoni al capítol catedralici, llevat d'un dot que destinà a la seva neboda Maria de Contreras, amb la que es finançà la construcció del castell d'Hinojosa de la Sierra. El seu successor, Juan de Cerezuela, va pledejar amb el capítol per aconseguir part del llegat, al·legant que calia per arreglar certes fortaleses de la seu que Martínez Contreras havia descuidat.
Està enterrat a la capella de sant Ildefons de la catedral de Toledo, a un sepulcre excavat al mur esquerre on hi ha la seva estàtua.